# HMS Beagle
HMS Beagle je bila brig razreda cherokee, z 10 topovi, v lasti Kraljeve mornarice. Imenovala se je po beaglu, pasmi psov. Splovili so jo 11. maja 1820 v ladjedelnici Woolwich na Temzi, stala je 7.803 takratnih funtov. Julija je sodelovala v proslavi ob kronanju kralja Jurija IV.
Potem ladje pet let niso uporabljali, potem pa so jo predelali v raziskovalno ladjo in udeležila se je treh odprav. Na drugem potovanju je bil na krovu mladi naravoslovec Charles Darwin, njegovo delo je naredilo Beagle za eno od najbolj slavnih ladij v zgodovini.
Po ladji Beagle je bila poimenovana tudi vesoljska sonda Beagle 1, ki je leta 2004 neuspešno poskušala pristati na Marsu.